# Aroegas
Aroegas is een geslacht van rechtvleugeligen uit de familie sabelsprinkhanen (Tettigoniidae). De wetenschappelijke naam van dit geslacht is voor het eerst geldig gepubliceerd in 1916 door Péringuey.

## Soorten
Het geslacht Aroegas omvat de volgende soorten:
- Aroegas dilatatus Naskrecki, 1996
- Aroegas fuscus Naskrecki, 1996
- Aroegas nigroornatus Péringuey, 1916
- Aroegas rentzi Naskrecki, 1996